# Hanau Hauptbahnhof
Hanau Hauptbahnhof vasútállomás Németországban, Hanau tartományban Hanau városban. A német vasútállomás-kategóriák közül a második csoportba tartozik.

## Vasútvonalak
Az állomást az alábbi vasútvonalak érintik:
- Frankfurt (Main) Hbf–Göttingen railway
- Frankfurt-Hanau-vasútvonal
- Friedberg–Hanau-vasútvonal
- Odenwaldbahn
- Hanau Hbf–Hanau Hafen railway
- Frankfurt (Main) Schlachthof–Hanau Hbf railway

## Forgalom

### Regionális
| Járat | Útvonal |
| ----- | --- |
| S8    | Wiesbaden Hbf – Wiesbaden Ost – Mainz Nord – Mainz Hbf – Mainz Römisches Theater – Mainz-Gustavsburg – Mainz-Bischofsheim – Rüsselsheim Opelwerk – Rüsselsheim – Raunheim – Kelsterbach – Frankfurt (Main) Flughafen – Frankfurt am Main Stadion – Frankfurt-Niederrad – Frankfurt (Main) Hbf tief – Frankfurt (Main) Taunusanlage – Frankfurt (Main) Hauptwache – Frankfurt (Main) Konstablerwache – Frankfurt (Main) Ostendstraße – Frankfurt (Main) Mühlberg – Offenbach-Kaiserlei – Offenbach Ledermuseum – Offenbach Marktplatz – Offenbach (Main) Ost (– Mühlheim (Main) – Mühlheim (Main) Dietesheim – Steinheim (Main) – Hanau Hbf) |
| S9    | Wiesbaden Hbf – Wiesbaden Ost – Mainz-Kastel – Mainz-Bischofsheim – Rüsselsheim Opelwerk – Rüsselsheim – Raunheim – Kelsterbach – Frankfurt (Main) Flughafen – Frankfurt am Main Stadion – Frankfurt-Niederrad – Frankfurt (Main) Hbf tief – Frankfurt (Main) Taunusanlage – Frankfurt (Main) Hauptwache – Frankfurt (Main) Konstablerwache – Frankfurt (Main) Ostendstraße – Frankfurt (Main) Mühlberg – Offenbach-Kaiserlei – Offenbach Ledermuseum – Offenbach Marktplatz – Offenbach (Main) Ost – Mühlheim (Main) – Mühlheim (Main) Dietesheim – Steinheim (Main) – Hanau Hbf                                                           |

### Távolsági
| Járat        | Útvonal | Gyakoriság                                                                               |
| ------------ | --- | ---------------------------------------------------------------------------------------- |
| ICE 11       | Berlin – Braunschweig – Hildesheim – Kassel-Wilhelmshöhe – Hanau – Frankfurt – Mannheim – Stuttgart – München | Kétóránként                                                                              |
| ICE 12       | Berlin – Braunschweig – Hildesheim – Kassel-Wilhelmshöhe – Hanau – Frankfurt – – Mannheim – Karlsruhe – Freiburg – Basel SBB | Kétóránként                                                                              |
| ICE 31 IC 31 | (Kiel –) Hamburg – Hamburg-Harburg – Bréma – Osnabrück – Münster – Dortmund – Hagen – Wuppertal – Solingen – Köln – Bonn – Koblenz – Mainz – Frankfurt Flughafen – Frankfurt – Hanau – Würzburg – Nürnberg – Passau                                                                                   | bizonyos vonatok(Hamburg–Nürnberg), egy IC (Kiel/Fehmarn–Burg–Passau)                    |
| ICE 91       | Hamburg – Hamburg-Harburg – Bréma – Osnabrück – Münster – Dortmund – Bochum – Essen – Duisburg – Köln – Bonn – Koblenz – Mainz – Frankfurt Flughafen – Frankfurt – Hanau – Würzburg – Nürnberg – Regensburg – Plattling – Passau – Wels – Linz – St. Pölten – Wien Meidling – Wien (– Wien Flughafen) | Kétóránként egy ICE Bécsből Solingen – Wuppertal – Hagen állomásokon keresztül Hamburgba |

## Kapcsolódó állomások
A vasútállomáshoz az alábbi állomások vannak a legközelebb:
- Offenbach (Main) Ost (nem ismert – , Frankfurt Hauptbahnhof, Frankfurt (Main) Hbf–Göttingen railway)
- Wolfgang (Kr Hanau) station (Bahnhof Göttingen, Frankfurt (Main) Hbf–Göttingen railway)
- Hanau West (Bahnhof Frankfurt (Main) Süd, Frankfurt-Hanau-vasútvonal)
- Großauheim (Kr Hanau) (Aschaffenburg Hauptbahnhof, Frankfurt-Hanau-vasútvonal)
- Hanau Rauschwald (1879. december 1. – , Friedberg (Hess) station, Friedberg–Hanau-vasútvonal)
- Hanau-Klein-Auheim (1882. május 1. – , Eberbach, Odenwaldbahn)
- Hanau Hafen station (nem ismert – , Hanau Hafen station, Hanau Hbf–Hanau Hafen railway)
- Steinheim (Main) railway station (1995. május 28. – , Abzw Frankfurt (Main) Schlachthof, Frankfurt (Main) Schlachthof–Hanau Hbf railway)